# Phronia disgrega
Phronia disgrega är en tvåvingeart som beskrevs av Dziedzicki 1889. Phronia disgrega ingår i släktet Phronia och familjen svampmyggor. Arten är reproducerande i Sverige. Inga underarter finns listade i Catalogue of Life.